# 압인무늬토기 문화
압인무늬토기 문화(impressed ware culture)는 신석기 시대 남유럽에서 유행한 고고문화다. 새조개(Cardium edulis) 껍데기를 토기에 눌러 찍어(압인하여)서 빗살무늬를 새긴 것이 특징적이며, 새조개토기 문화(Cardium pottery, Cardial ware)라고도 한다.
압인무늬토기는 유럽 지중해안 전역에서 발견되며, 그 발견지역은 서쪽으로는 이베리아반도에서 동쪽으로는 발칸반도에 이른다. 선사 유럽의 전통적 연구에서는 시간적 순서상 새조개토기가 먼저 널리 퍼진 이후에 후(後)새조개토기(epi-Cardial)로 불리는 변형들이 지역적으로 개발되기 시작했다고 여겨졌으나 현재는 동시대의 것들일 가능성에 힘이 실리고 있다.

## 같이 보기
- 이탈리아의 선사 시대
- 프랑스의 선사 시대
- 이베리아반도의 선사 시대
- 비블로스